# Románia az 1994. évi téli olimpiai játékokon
Románia a norvégiai Lillehammerben megrendezett 1994. évi téli olimpiai játékok egyik részt vevő nemzete volt. Az országot az olimpián 7 sportágban 23 sportoló képviselte, akik érmet nem szereztek.

## Alpesisí
Női
| Versenyző    | Versenyszám            | Eredmény | Helyezés |
| ------------ | ---------------------- | -------- | -------- |
| Mihaela Fera | Lesiklás               | 1:41,07  | 36.      |
| Mihaela Fera | Szuperóriás-műlesiklás | 1:28,47  | 39.      |
| Maria Zaruc  | Lesiklás               | 1:45,73  | 40.      |

| Versenyző    | Versenyszám | Lesiklás      | Lesiklás      | Műlesiklás | Műlesiklás | Műlesiklás | Műlesiklás | Műlesiklás | Műlesiklás | Összesítés | Összesítés |
| Versenyző    | Versenyszám | Lesiklás      | Lesiklás      | 1. futam   | 1. futam   | 2. futam   | 2. futam   | Össz.      | Össz.      | Összesítés | Összesítés |
| Versenyző    | Versenyszám | Idő           | Hely.         | Idő        | Hely.      | Idő        | Hely.      | Idő        | Hely.      | Idő        | Helyezés   |
| ------------ | ----------- | ------------- | ------------- | ---------- | ---------- | ---------- | ---------- | ---------- | ---------- | ---------- | ---------- |
| Mihaela Fera | Összetett   | 1:31,69       | 27.           | 59,19      | 24.        | 55,22      | 21.        | 1:54,41    | 21.        | 3:26,10    | 20.        |
| Maria Zaruc  | Összetett   | nem ért célba | nem ért célba | kiesett    | kiesett    | kiesett    | kiesett    | kiesett    | kiesett    | kiesett    | kiesett    |

## Biatlon
Férfi
| Versenyző       | Versenyszám  | Lövőhiba    | Időeredmény | Helyezés |
| --------------- | ------------ | ----------- | ----------- | -------- |
| Gheorghe Vasile | 10 km sprint | 2 (1+1)     | 31:05,3     | 34.      |
| Gheorghe Vasile | 20 km egyéni | 2 (1+1+0+0) | 1:00:33,7   | 21.      |

Női
| Versenyző                                                             | Versenyszám      | Lövőhiba    | Időeredmény | Helyezés |
| --------------------------------------------------------------------- | ---------------- | ----------- | ----------- | -------- |
| Mihaela Cârstoi                                                       | 15 km egyéni     | 7 (1+1+1+4) | 1:01:15,0   | 63.      |
| Ileana Ianoşiu-Hangan                                                 | 7,5 km sprint    | 2 (1+1)     | 28:37,1     | 43.      |
| Adina Ţuţulan-Şotropa                                                 | 7,5 km sprint    | 3 (2+1)     | 29:34,8     | 55.      |
| Adina Ţuţulan-Şotropa                                                 | 15 km egyéni     | 1 (0+0+0+1) | 55:27,4     | 18.*     |
| Adina Ţuţulan-Şotropa Mihaela Cârstoi Ana Roman Ileana Ianoşiu-Hangan | 4 × 7,5 km váltó | 4           | 2:02:36,8   | 16.      |

* - egy másik versenyzővel azonos eredményt ért el

## Bob
| Versenyző                                                        | Versenyszám | 1. futam | 1. futam | 2. futam | 2. futam | 3. futam | 3. futam | 4. futam | 4. futam | Összesítés | Összesítés |
| Versenyző                                                        | Versenyszám | Idő      | Hely.    | Idő      | Hely.    | Idő      | Hely.    | Idő      | Hely.    | Idő        | Helyezés   |
| ---------------------------------------------------------------- | ----------- | -------- | -------- | -------- | -------- | -------- | -------- | -------- | -------- | ---------- | ---------- |
| Florian Enache Mihai Dumitraşcu                                  | Kettes      | 54,35    | 32.      | 54,38    | 31.      | 54,47    | 31.      | 54,85    | 34.      | 3:38,05    | 30.        |
| Florian Enache Marian Chiţescu Iulian Păcioianu Mihai Dumitraşcu | Négyes      | 52,92    | 24.      | 53,02    | 24.      | 53,19    | 23.      | 53,05    | 21.      | 3:32,18    | 23.        |

## Gyorskorcsolya
Férfi
| Versenyző         | Versenyszám | Eredmény | Helyezés |
| ----------------- | ----------- | -------- | -------- |
| Baló Zsolt        | 500 m       | 38,56    | 38.      |
| Baló Zsolt        | 1000 m      | 1:16,16  | 36.      |
| Baló Zsolt        | 1500 m      | 1:56,44  | 26.      |
| Dezideriu Horvath | 1500 m      | 1:57,07  | 31.      |
| Dezideriu Horvath | 5000 m      | 6:59,04  | 20.      |

Női
| Versenyző           | Versenyszám | Eredmény | Helyezés |
| ------------------- | ----------- | -------- | -------- |
| Mihaela Dascălu     | 500 m       | 41,13    | 23.*     |
| Mihaela Dascălu     | 1000 m      | 1:21,94  | 17.      |
| Mihaela Dascălu     | 1500 m      | 2:04,02  | 8.       |
| Mihaela Dascălu     | 3000 m      | 4:22,42  | 8.       |
| Cerasela Hordobeţiu | 500 m       | 42,15    | 29.      |
| Cerasela Hordobeţiu | 1000 m      | 1:23,19  | 28.*     |
| Cerasela Hordobeţiu | 1500 m      | 2:08,50  | 23.      |
| Cerasela Hordobeţiu | 3000 m      | 4:29,31  | 17.      |
| Cerasela Hordobeţiu | 5000 m      | 7:41,65  | 14.      |

* - egy másik versenyzővel azonos eredményt ért el

## Műkorcsolya
| Versenyző       | Versenyszám  | Rövid program     | Rövid program | Rövid program | Kűr               | Kűr   | Kűr         | Összesítés         | Összesítés |
| Versenyző       | Versenyszám  | Több. hely. száma | Hely.         | Hely. pont.   | Több. hely. száma | Hely. | Hely. pont. | Helyezési pontszám | Helyezés   |
| --------------- | ------------ | ----------------- | ------------- | ------------- | ----------------- | ----- | ----------- | ------------------ | ---------- |
| Cornel Gheorghe | Férfi egyéni | 5×16+             | 16.*          | 8,0           | 5×14+             | 14.   | 14,0        | 22,0               | 14.        |
| Marius Negrea   | Férfi egyéni | 6×19+             | 19.           | 9,5           | 6×20+             | 19.   | 19,0        | 28,5               | 19.        |

* - egy másik versenyzővel azonos eredményt ért el

## Sífutás
Férfi
| Versenyző           | Versenyszám         | Eredmény      | Helyezés      |
| ------------------- | ------------------- | ------------- | ------------- |
| Antal Zsolt         | 10 km               | 29:13,3       | 80.           |
| Antal Zsolt         | 15 km üldözőverseny | 44:44,2       | 62.           |
| Antal Zsolt         | 30 km               | 1:23:49,7     | 54.           |
| Tanko Elemér-György | 10 km               | 28:30,5       | 73.           |
| Tanko Elemér-György | 15 km üldözőverseny | 44:27,1       | 59.           |
| Tanko Elemér-György | 30 km               | 1:23:22,6     | 52.           |
| Tanko Elemér-György | 50 km               | nem ért célba | nem ért célba |

## Szánkó
| Versenyző                | Versenyszám | 1. futam | 1. futam | 2. futam | 2. futam | 3. futam | 3. futam | 4. futam | 4. futam | Összesítés | Összesítés |
| Versenyző                | Versenyszám | Idő      | Hely.    | Idő      | Hely.    | Idő      | Hely.    | Idő      | Hely.    | Idő        | Helyezés   |
| ------------------------ | ----------- | -------- | -------- | -------- | -------- | -------- | -------- | -------- | -------- | ---------- | ---------- |
| Sorina Grigore           | Női egyes   | 51,324   | 23.      | 50,800   | 22.      | 50,572   | 23.      | 50,508   | 22.      | 3:23,204   | 22.        |
| Adriana Turea            | Női egyes   | 50,324   | 20.      | 50,588   | 21.      | 50,393   | 22.      | 50,556   | 23.      | 3:21,861   | 21.        |
| Ioan Apostol Liviu Cepoi | Kettes      | 48,647   | 6.       | 48,676   | 5.       |          |          |          |          | 1:37,323   | 6.         |